# Hardcore Justice 2010
Hardcore Justice 2010 è stata la sesta edizione del pay-per-view prodotto dalla federazione Total Nonstop Action Wrestling (TNA). L'evento ha avuto luogo l'8 agosto 2010 presso l'Impact Zone di Orlando in Florida.
Quest'edizione di Hard Justice fu chiamata Hardcore Justice poiché fu dedicata alle stelle dell'ECW. Anche le edizioni successive continuarono ad essere definite Hardcore anziché Hard come quelle precedenti.

## Risultati
| # | Match | Stipulazioni                                              | Durata |
| - | --- | --------------------------------------------------------- | ------ |
| 1 | The F.B.I. (Guido Maritato, Tracy Smothers e Tony Luke) (con Sal E. Graziano) ha sconfitto Kid Kash, Simon Diamond e Johnny Swinger | Six-man tag team match                                    | 10:45  |
| 2 | Too Cold Scorpio ha sconfitto C.W. Anderson                                                                                         | Single match                                              | 06:48  |
| 3 | Stevie Richards (con Hollywood Nova e The Blue Tilly) ha sconfitto P.J. Polaco                                                      | Single match                                              | 06:33  |
| 4 | Rhino ha sconfitto Brother Runt e Al Snow                                                                                           | Three-Way Dance match                                     | 06:01  |
| 5 | Team 3D (Brother Devon e Brother Ray) (con Joel Gertner) ha sconfitto Axl Rotten e Kahoneys                                         | South Philadelphia Street Fight match                     | 11:54  |
| 6 | Raven ha sconfitto Tommy Dreamer | Final Showdown match con Mick Foley come arbitro speciale | 16:59  |
| 7 | Rob Van Dam (con Bill Alfonso) ha sconfitto Sabu (con Bill Alfonso)                                                                 | Hardcore Rules match                                      | 17:15  |

### The Whole F'n Show
Questo evento era stato organizzato per far parte di questo Hardcore Justice ma fu invece trasmesso il 12 agosto 2010.
| # | Match | Stipulazioni                                                                                   | Durata           |
| - | --- | ---------------------------------------------------------------------------------------------- | ---------------- |
| 1 | Jesse Neal ha sconfitto Sam Shaw                                                                                           | Single match                                                                                   | 04:49 Dark match |
| 2 | Kurt Angle ha sconfitto A.J. Styles                                                                                        | Single match In caso di sconfitta Angle aveva promesso di ritirarsi                            | 08:20            |
| 3 | Angelina Love ha sconfitto Madison Rayne (c)                                                                               | Single match per il TNA Women's Knockout Championship                                          | 03:44            |
| 4 | Matt Morgan ha sconfitto Mr. Anderson e D'Angelo Dinero                                                                    | Triple threat match                                                                            | 04:00            |
| 5 | Jeff Hardy ha sconfitto Shannon Moore                                                                                      | Single match                                                                                   | 06:46            |
| 6 | The Motor City Machine Guns (Alex Shelley e Chris Sabin) (c) hanno sconfitto Beer Money, Inc. (James Storm e Robert Roode) | Two out of three falls match per il TNA World Tag Team Championship                            | 16:20            |
| 7 | Rob Van Dam (c) ha sconfitto Abyss                                                                                         | Ladder match per il TNA World Heavyweight Championship con Eric Bischoff come arbitro speciale | 17:15            |
|   | (c) = campione in carica al momento dell'inizio del match                                                                  |                                                                                                |                  |